# Žasliai
Žasliai is een dorp in Litouwen.
Het dorp ligt tussen de twee belangrijkste steden van Litouwen: Kaunas en Vilnius, in de gemeente Kaišiadorys.
Het is de geboorteplaats van de bekende pianist en componist Leopold Godowsky (1870-1938).